# Sonate K. 250
La sonate K. 250 (F.198/L.174) en ut majeur est une œuvre pour clavier du compositeur italien Domenico Scarlatti.

## Présentation
La sonate en ut majeur K. 250 est notée Allegro. La facture de la sonate semble la déterminer à un instrument à un seul clavier.

## Manuscrits
Le manuscrit principal est le numéro 15 du volume IV (Ms. 9775) de Venise (1753), copié pour Maria Barbara ; l'autre est Parme VI 5 (Ms. A. G. 31411).

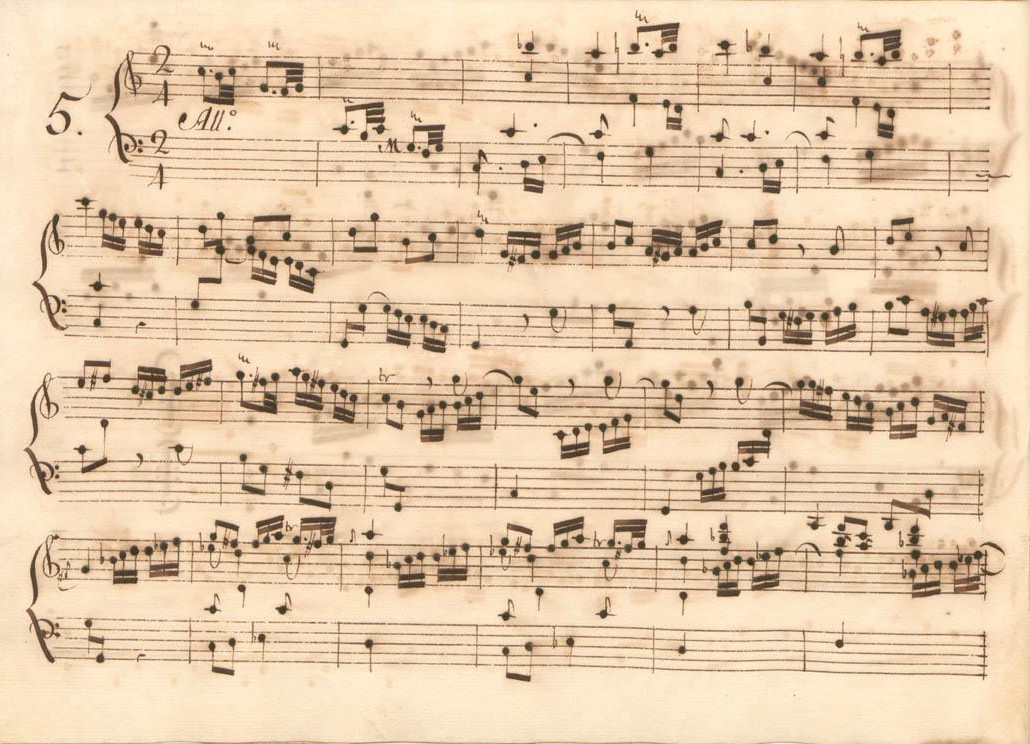
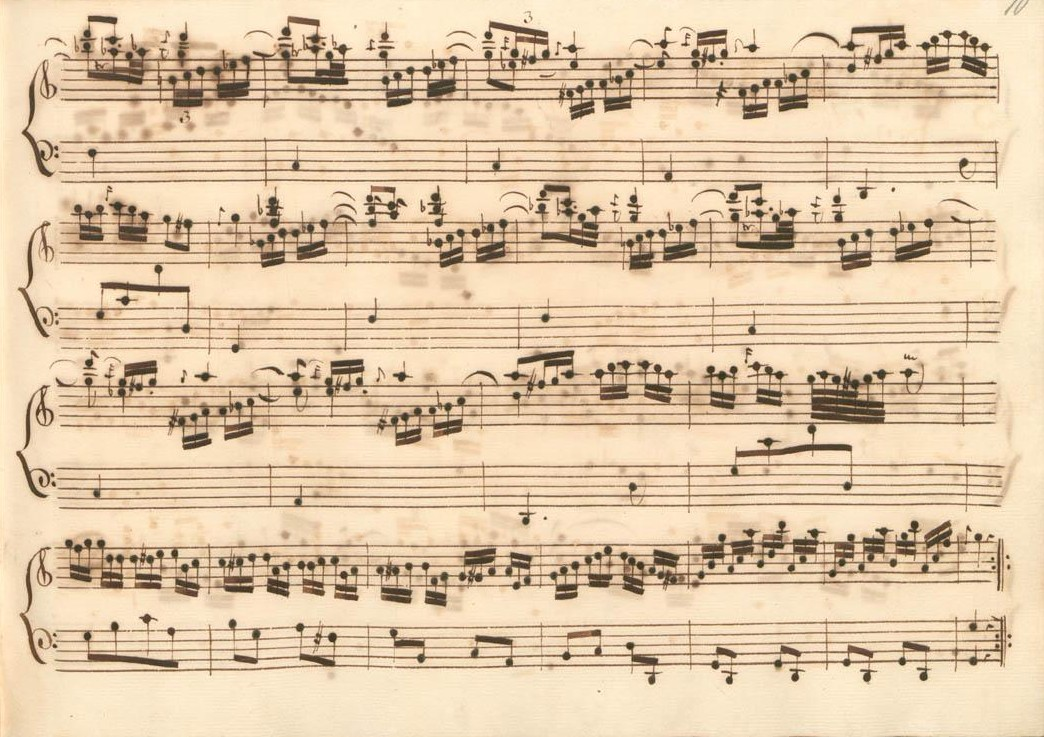

## Interprètes
La sonate K. 250 est défendue au piano notamment par Carlo Grante (2013, Music & Arts, vol. 4) et Soyeon Lee (2017, Naxos, vol. 21) ; au clavecin par Scott Ross (1985, Erato), Richard Lester (2002, Nimbus, vol. 2) et Pieter-Jan Belder (Brilliant Classics, vol. 6).

## Sources
: document utilisé comme source pour la rédaction de cet article.
- Ralph Kirkpatrick (trad. de l'anglais par Dennis Collins), Domenico Scarlatti, Paris, Lattès, coll. « Musique et Musiciens », 1982 (1re éd. 1953 (en)), 493 p. (ISBN 978-2-7096-0118-4, OCLC 954954205, BNF 34689181).
- Alain de Chambure, « Domenico Scarlatti : Intégrale des sonates — Scott Ross », Erato (2564-62092-2), 1985 (OCLC 891183737) .